# کپوردندان بیابانی
کپوردندان بیابانی (نام علمی: Cyprinodon macularius) نام یک گونه از سرده کپوردندان‌ها است.